# Nowhorodka
Nowhorodka (ukrainisch Новгородка; russisch Новгородка Nowgorodka) ist eine Siedlung städtischen Typs im Norden der ukrainischen Oblast Kirowohrad mit 5800 Einwohnern (2016) und war bis Juli 2020 der Verwaltungssitz des gleichnamigen Rajons Nowhorodka.

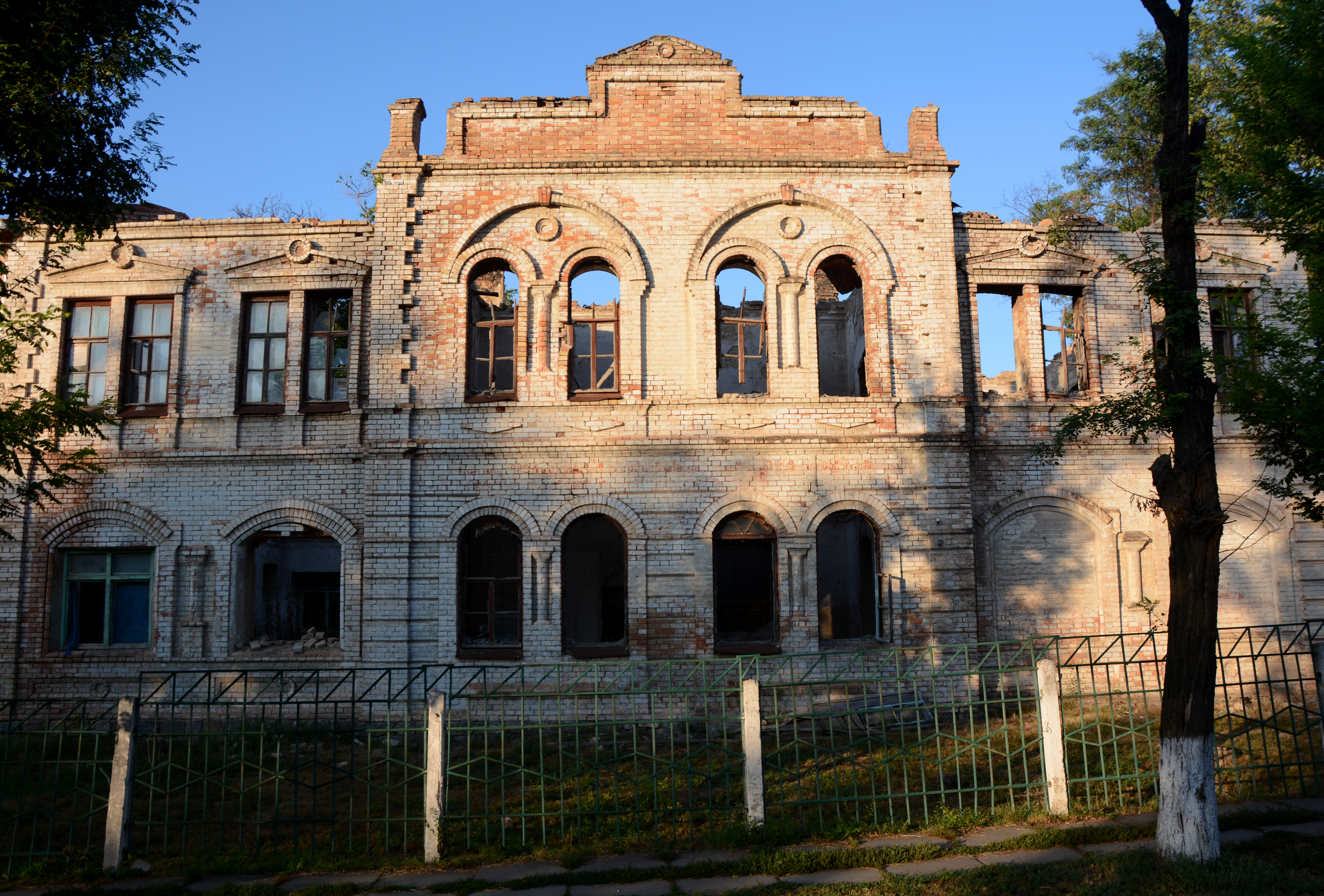
Ehemalige Schule im Ort

## Geographie
Die Siedlung liegt am Ufer der Kamjanka (ukrainisch Кам'янка), einem Nebenfluss des Inhul. Durch die Ortschaft verläuft die Fernstraße N 23, über die in Richtung Nordwesten nach 37 km die Oblasthauptstadt Kropywnyzkyj zu erreichen ist und die in Richtung Südosten nach Krywyj Rih führt. Der nächste Bahnhof liegt in 13 km Entfernung im Dorf Kuziwka (ukrainisch Куцівка).

## Geschichte
Die Siedlung wurde 1770 als Weiler mit dem Namen Kuziwka (ukrainisch Куцівка) gegründet. 1822 erhielt das Dorf nach dem hier stationierten Nowhorod-Regiment den heutigen Namen. Am 7. August 1941 wurde die Ortschaft von der Wehrmacht besetzt und am 10. März 1944 von der Roten Armee befreit.
1965 erhielt Nowhorodka den Status einer Siedlung städtischen Typs.

## Verwaltungsgliederung
Am 12. Juni 2020 wurde die Siedlung zum Zentrum der neugegründeten Siedlungsgemeinde Nowhorodka (Новгородківська селищна громада/Nowhorodkiwska selyschtschna hromada). Zu dieser zählen die 26 in der untenstehenden Tabelle aufgelisteten Dörfer, bis dahin bildete sie zusammen mit den Dörfern Welyka Tschetschelijiwka und Woronziwka die gleichnamige Siedlungsratsgemeinde Nowhorodka (Новгородківська селищна рада/Nowhorodkiwska selyschtschna rada) im Zentrum des Rajons Nowhorodka.
Am 17. Juli 2020 kam es im Zuge einer großen Rajonsreform zum Anschluss des Rajonsgebietes an den Rajon Kropywnyzkyj.
Folgende Orte sind neben dem Hauptort Nowhorodka Teil der Gemeinde:
| Name                     | Name              | Name                                            |
| ukrainisch transkribiert | ukrainisch        | russisch                                        |
| ------------------------ | ----------------- | ----------------------------------------------- |
| Bereschynka              | Бережинка         | Бережинка (Bereschinka)                         |
| Biloserne                | Білозерне         | Белозёрное (Belosjornoje)                       |
| Bilopil                  | Білопіль          | Белополь (Belopol)                              |
| Dubiwka                  | Дубівка           | Дубовка (Dubowka)                               |
| Inhulo-Kamjanka          | Інгуло-Кам’янка   | Ингуло-Каменка (Ingulo-Kamenka)                 |
| Kosyriwka                | Козирівка         | Козыревка (Kosyrewka)                           |
| Korbomykolajiwka         | Корбомиколаївка   | Корбониколаевка (Korbonikolajewka)              |
| Kuziwka                  | Куцівка           | Куцовка (Kuzowka)                               |
| Mytrofaniwka             | Митрофанівка      | Митрофановка (Mitrofanowka)                     |
| Nowoandrijiwka           | Новоандріївка     | Новоандреевка (Nowoandrejewka)                  |
| Nowomykolajiwka          | Новомиколаївка    | Новониколаевка (Nowonikolajewka)                |
| Olhiwka                  | Ольгівка          | Ольговка (Olgowka)                              |
| Persche Trawnja          | Перше Травня      | Перше Травня (Persche Trawnja)                  |
| Petrokorbiwka            | Петрокорбівка     | Петрокорбовка (Petrokorbowka)                   |
| Prostore                 | Просторе          | Просторе                                        |
| Rutschajky               | Ручайки           | Ручайки (Rutschaiki)                            |
| Rybtschyne               | Рибчине           | Рыбчино (Rybtschino)                            |
| Sotnyzke                 | Сотницьке         | Сотницкое (Sotnizkoje)                          |
| Spassowe                 | Спасове           | Спасово (Spassowo)                              |
| Spilne                   | Спільне           | Спильное (Spilnoje)                             |
| Tarassiwka               | Тарасівка         | Тарасовка (Tarassowka)                          |
| Welyka Tschetschelijiwka | Велика Чечеліївка | Великая Чечелиевка (Welikaja Tschetschelijewka) |
| Werbljuschka             | Верблюжка         | Верблюжка                                       |
| Werschyno-Kamjanka       | Вершино-Кам’янка  | Вершино-Каменка (Werschino-Kamenka)             |
| Wessele                  | Веселе            | Весёлое (Wessjoloje)                            |
| Woronziwka               | Воронцівка        | Воронцовка (Woronzowka)                         |

## Bevölkerungsentwicklung
| 1959  | 1970  | 1979  | 1989  | 2001  | 2016  |
| ----- | ----- | ----- | ----- | ----- | ----- |
| 5.430 | 6.300 | 7.172 | 7.067 | 6.652 | 5.760 |

Quelle: ;

## Persönlichkeiten
In Nowhorodka kam 1935 der Chemiker und Universitätsrektor der Nationalen Taras-Schewtschenko-Universität Kiew Wiktor Skopenko zur Welt.